# Патрик Траутън
Патрик Джордж Траутън (на английски: Patrick Troughton) (25 март 1920 г. – 28 март 1987 г.) е английски актьор.
Има класическо театрално образование, но става широко известен с ролите си в телевизията и киното. Творчеството му включва участия във фентъзи, научнофантастични и хорър филми, но става известен най-вече с ролята си на второто въплъщение на Доктора в дългогодишния британски научнофантастичен телевизионен сериал Доктор Кой, в която той се въплъщава между 1966 и 1969 г.

## Избрана филмография
| година | филм      | оригинално заглавие | роля                                            | режисьор      |
| ------ | --------- | ------------------- | ----------------------------------------------- | ------------- |
| 1948   | Хамлет    | Hamlet              | актьорът, играещ краля в театралната постановка | Лорънс Оливие |
| 1976   | Поличбата | The Omen            | свещеник Бренан                                 | Ричард Донър  |